# Nokia 5220 XpressMusic
Le Nokia 5220 XpressMusic est un téléphone mobile de Nokia a présenté en 2008. Sa conception se caractérise par une forme inhabituelle asymétrique.

## Caractéristiques
- Système d'exploitation Symbian OS S40
- ProcesseurARM9 231 MHz
- GSM
- 108 × 43,5 × 10,5 mm pour 78 grammes
- Écran de définition 240 × 320 pixels
- Batterie de 1 020 mAh
- Mémoire : 30 Mo extensibles par carte mémoire
- Appareil photo numérique de 2 mégapixels
- Vibreur
- Radio FM
- DAS : 1,01 W/kg.